# Daniel Wesener

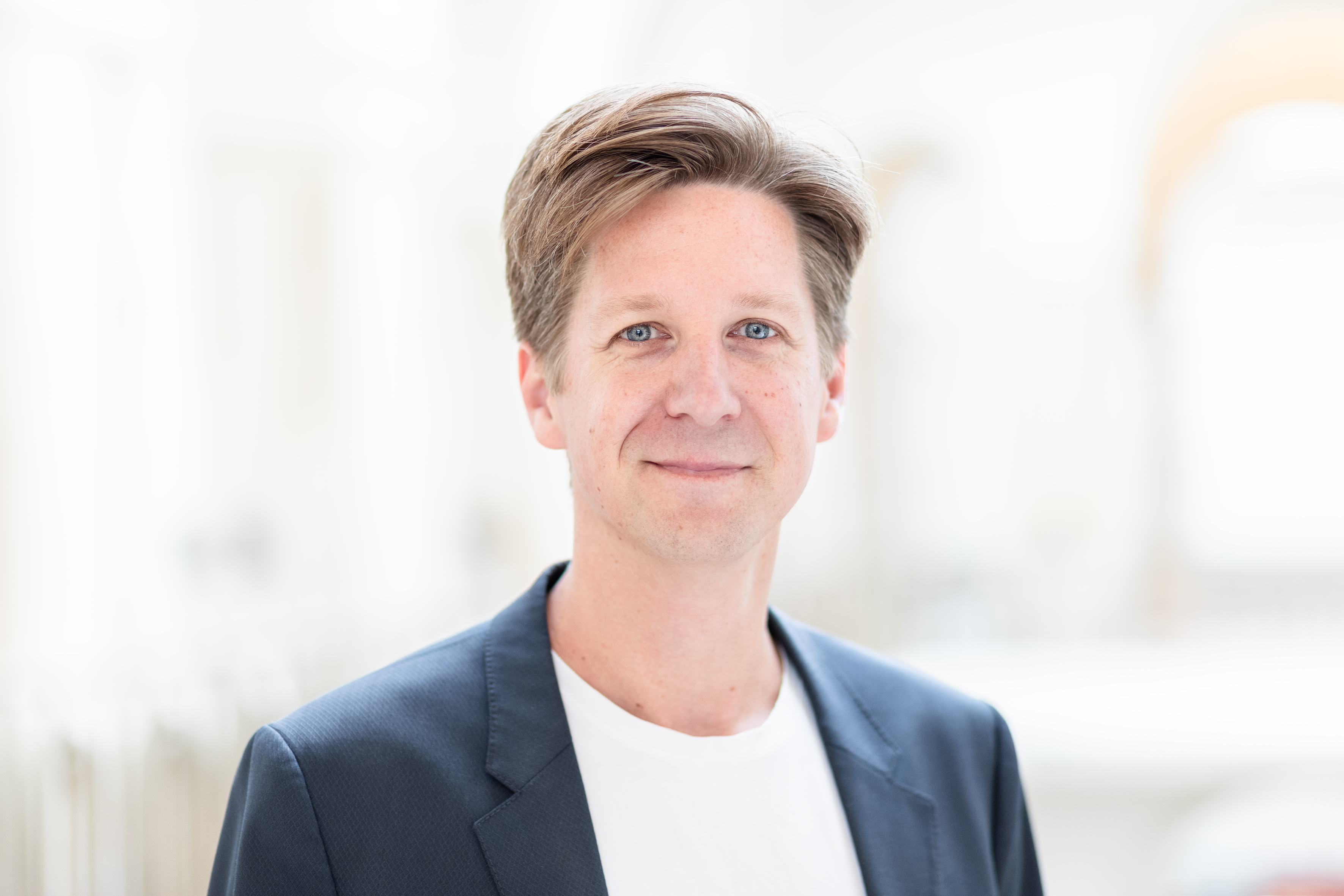
Daniel Wesener (2019)

Daniel Wesener (* 5. Dezember 1975 in Hamburg) ist ein deutscher Politiker (Bündnis 90/Die Grünen). Er war vom 21. Dezember 2021 bis zum 27. April 2023 Senator für Finanzen des Landes Berlin.
Er war von 2011 bis 2017 Landesvorsitzender von Bündnis 90/Die Grünen Berlin. Von 2016 bis 2022 war er Mitglied des Abgeordnetenhauses von Berlin und dort Parlamentarischer Geschäftsführer der Grünen-Fraktion Berlin sowie Sprecher für Kultur, Haushalt und Finanzen. Seit 2023 gehört er dem Abgeordnetenhaus erneut an.

## Leben und berufliche Qualifikation
Wesener wuchs in Hamburg auf. Nach seinem Abitur am Albert-Schweitzer-Gymnasium und dem Zivildienst zog er 1996 nach Berlin. Er studierte an der Humboldt-Universität zu Berlin sowie am College of William & Mary in den Vereinigten Staaten Geschichte und Kunstgeschichte und war Stipendiat des Evangelischen Studienwerks Villigst. Er beendete das Studium ohne Abschluss und arbeitete von 2003 bis 2011 als Ungelernter für den Bundestagsabgeordneten Christian Ströbele in dessen Berliner Bundestagswahlkreis Berlin-Friedrichshain – Kreuzberg – Prenzlauer Berg Ost. Er lebt mit seinem Lebensgefährten Dirk Behrendt in Berlin-Kreuzberg.

## Politik
Wesener ist seit 2001 Mitglied von Bündnis 90/Die Grünen. 2006 zog er für die Partei in die Bezirksverordnetenversammlung von Friedrichshain-Kreuzberg ein, in der er seine Fraktion bis 2011 gemeinsam mit Antje Kapek als Sprecher (Vorsitzender) vertrat.
Im März 2011 wurde Wesener zum Landesvorsitzenden von Bündnis 90/Die Grünen Berlin gewählt. Gemeinsam mit seiner Ko-Vorsitzenden Bettina Jarasch führte er nach der Berlin-Wahl im September 2011 erfolglos die Koalitionsverhandlungen mit der SPD unter der Führung von Klaus Wowereit, der sich stattdessen für eine Koalition mit der CDU entschied.
Bei seiner Wiederwahl als Landesvorsitzender im März 2013 erreichte er ähnlich wie seine Kollegin mit über 95 Prozent der Stimmen ein für grüne Parteitage ungewöhnlich gutes Ergebnis. Zuletzt wurde Wesener im März 2015 mit 92 Prozent im Amt bestätigt. 2017 trat er nicht erneut als Landesvorsitzender an. Er gilt als Vertreter des linken Parteiflügels innerhalb der Grünen.
Im Oktober 2015 wurde Wesener gemeinsam mit Bettina Jarasch, Antje Kapek und Ramona Pop von einem Landesparteitag als Mitglied des grünen Spitzenteams für die Abgeordnetenhauswahl am 18. September 2016 nominiert. Er wurde über die Landesliste seiner Partei in das Berliner Abgeordnetenhaus gewählt.
Die Berliner Grünen wählten Wesener im April 2021 auf Platz 4 ihrer Landesliste zur Abgeordnetenhauswahl 2021. Er zog erneut ins Abgeordnetenhaus ein.
Von Dezember 2021 bis April 2023 war Wesener Senator für Finanzen des Landes Berlin im Senat Giffey. Er folgte auf Senator Matthias Kollatz (SPD) und war der erste Berliner Finanzsenator ohne abgeschlossene Berufs- oder Studienausbildung. Im Zuge seiner Ernennung legte er Anfang 2022 sein Abgeordnetenhausmandat nieder. Für ihn rückte Catrin Wahlen ins Abgeordnetenhaus nach.
Bei der Wiederholungswahl 2023 erhielt er erneut ein Listenmandat im Abgeordnetenhaus.
Im Zuge der Bildung des Senats Wegner Ende April 2023 schied Wesener aus dem Senatorenamt aus.